# Paweł z Węgrowca
Paweł z Węgrowca (zm. 1549 w Kaliszu) – polski bernardyn, poeta, autor podręcznika dla duchownych „Manuale sacerdotum”.

## Życiorys
Ukończył studia na Wydziale Sztuk Uniwersytetu Krakowskiego ze stopniem bakałarza. Zapewne już po studiach wstąpił do zakonu bernardynów. Dłuższy czas spędził w konwencie w Bydgoszczy, gdzie w 1544 był gwardianem. W 1545 konwent wraz z częścią biblioteki uległ zniszczeniu podczas pożaru. Zmarł w 1549 w Kaliszu. Napisał podręcznik dla duchownych „Manuale sacerdotum” oraz własny łaciński poemat. Tworzył także wiersze o treści ascetycznej.